# جواز سفر بيلاروسي
يصدر جواز السفر البيلاروسي لمواطني روسيا البيضاء، ويستخدم لكلا من السفر الخارجي والداخلي. على عكس روسيا وأوكرانيا، فإنه لا توجد جوازات سفر داخلية في روسيا البيضاء. تصدر جوازات السفر من قبل وزارة الشؤون الداخلية في روسيا البيضاء ومن قبل وزارة الشؤون الخارجية للمواطنين الذين يعيشون في الخارج.

## متطلبات التأشيرة
اعتبارًا من 11 يناير 2022 كان لدى مواطني بيلاروسيا إمكانية دخول 79 دولة وإقليم بدون تأشيرة أو تأشيرة عند الوصول، مما جعل جواز السفر البيلاروسي يحتل المرتبة 65 من حيث حرية السفر وفقًا مؤشر هينلي لجوازات السفر.

## المراجع

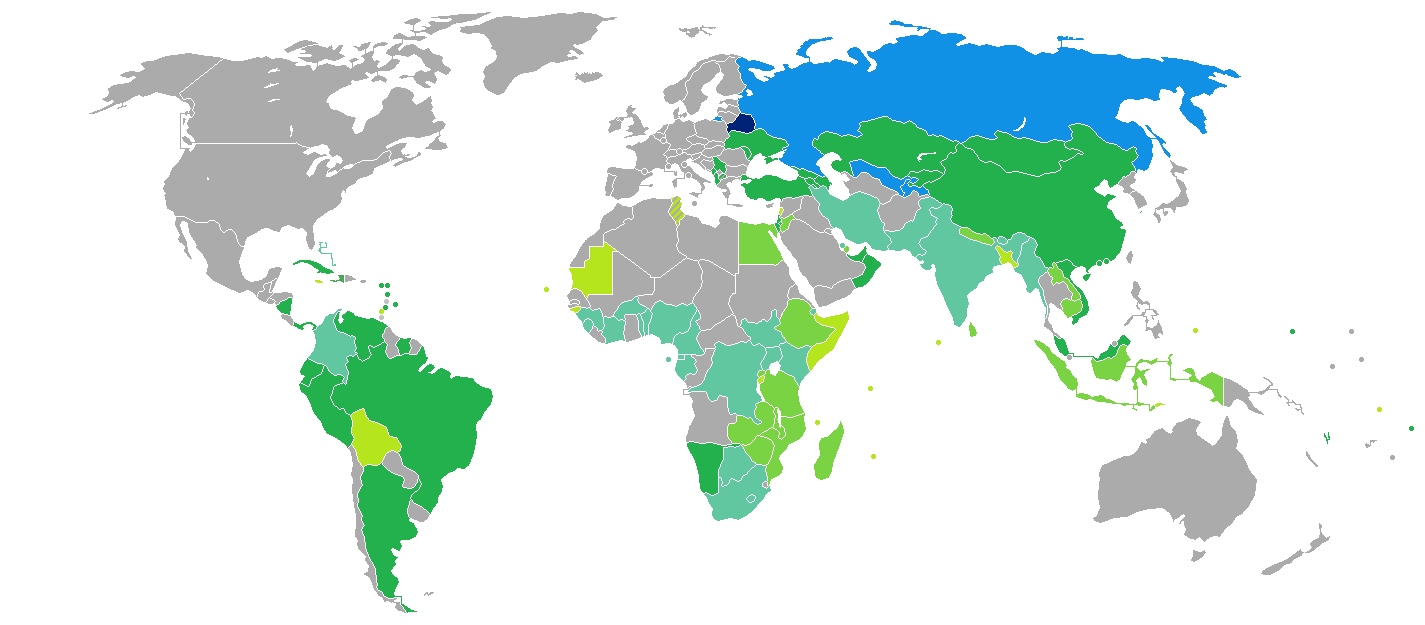
البلدان والأقاليم التي لا تفرض تأشيرة أو تطلب تأشيرة دخول عند الوصول للجهة، لحاملي جواز سفر بيلاروسي.

## روابط خارجية
- صورة من جواز السفر البيلاروسي
- قرار المحكمة الدستورية لجواز السفر البيلاروسي
- الصفحة الحكومة البيلاروسية بالإضافة لتعليقات على نظام تأشيرات الدخول لدول أخرى